# Obaga de Brunet
L'Obaga de Brunet és una obaga del terme municipal de Conca de Dalt, a l'antic terme d'Hortoneda de la Conca, al Pallars Jussà, en territori que havia estat de l'antic poble de Perauba.
Està situada al vessant nord de les Roques de Brunet i al nord-oest del Roc del Corral del Peló, a la dreta de la llau de Perauba i a l'esquerra de la llau de Brunet septentrional.